# Каспиана
Каспиана — историческая область в пределах современных Азербайджана и Ирана, к югу и юго-западу от Каспийского моря. Каспиана с центром в Пайтакаране находилась в зависимости от Армении, а их правители считали себя Аршакидами.

## История

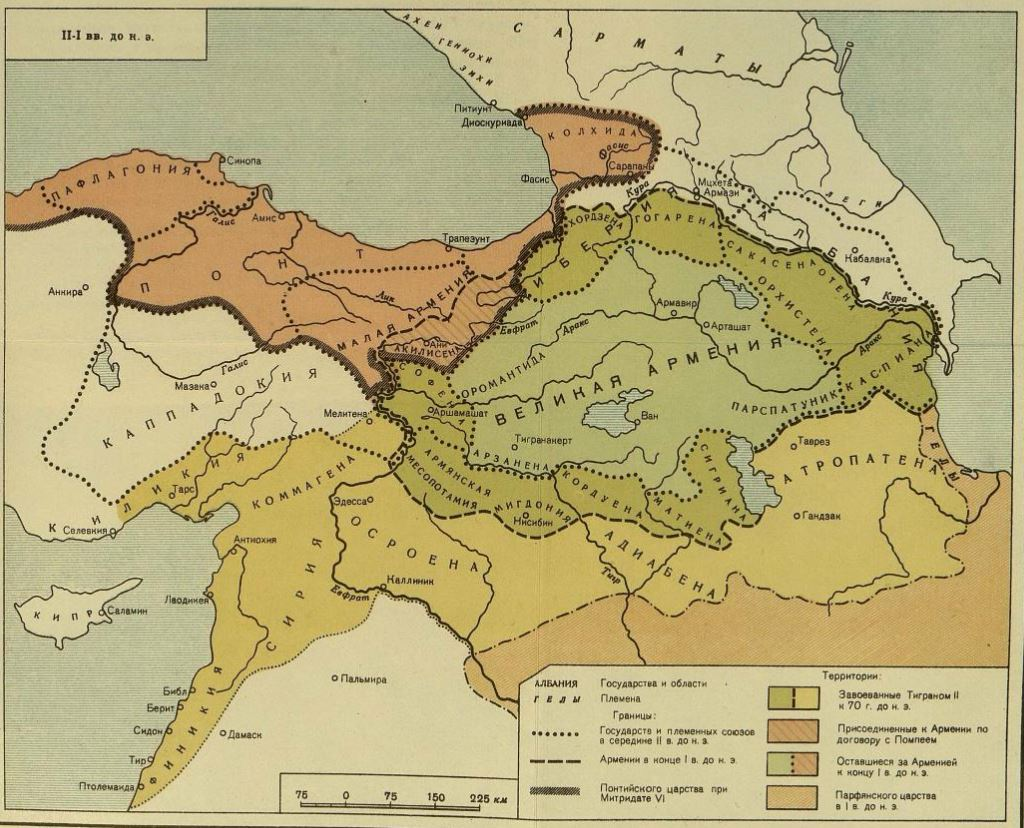
Каспиана на карте Закавказья II—I веков до н. э.

Принадлежала Ахеменидам, позднее вошла в империю Александра Македонского, а с её распадом отошла к царям Мидии Атропатены. Во II в. до н. э. селевкидский стратег Арташес I, провозгласивший независимость Армении, присоединил часть этой области к своему государству, где она образовала провинцию Пайтакаран.
Вообще надо отметить, что в сопоставлении свидетельств различных источников и установление подобным путём существенных исторических фактов Тревер К. В. смогла устранить весьма досадное противоречие в изложении Страбона. Автор объясняет это противоречие указанием на то, что в 5-й главе он пользовался материалом отчёта экспедиции Патрокла, то есть данными III века до н. э. В другом случае автор сопоставляет свидетельство Геродота (VII, 67), упоминавшего каспиев, но не называвшего албанов, со свидетельством Арриана (Anab., III, 8,4 и 11,4), перечислявшего албанов среди частей войска Дария III в битве при Гавгамеле. Из этого сопоставления автор сделал закономерный вывод (стр. 51), что в состав каспиев были включены и албаны, а то было бы непонятным внезапное появление их в персидском войске в битве при Гавгамеле. В связи с данным сопоставлением автор высказывает заслуживающее внимания предположение, что в IV в. до н. э. завершилась племенная дифференциация большого племенного союза каспиев. В стране Каспк (Каспиана античных авторов) жило упоминаемое Страбоном племя парсиев или паррасиев.

Каспиана была самой крайней восточной областью Закавказья, связываемой Страбоном и с Арменией, и с Албанией. Название её происходит от племени каспиев, кроме того, что от них произошло название Каспийского моря, на берегу которого они обитали. По словам Страбона, в его время каспиев не было, но каспии упоминаются в древнеармянских памятниках. Обитали каспии где-то в низовьях Куры и Аракса, по мнению некоторых ученых, захватывая даже Апшерон. Район этот был известен античным писателям плохо. Достаточно сказать, что у них обнаруживаются противоречивые данные относительно устьев Аракса и Куры. Аппиан указывает, что Аракc впадал в Куру. Страбон же писал, что обе реки отдельно впадали в Каспийское море. У Плутарха обнаруживаются оба варианта. Наконец, такой авторитетный автор, как Плиний Старший, отмечает, что в его время по этому вопросу были различные суждения, но большинство считало, что Аракс впадает в Куру. Говоря о политическом положении Каспианы, Страбон указывает, что в свое время эта область вместе с Басоропедой и другими территориями была отнята армянским царем Артаксием у мидян (очевидно, у правителей Атурпатакана). В другом месте географ отмечает, что Каспиана принадлежала Албании. Здесь не может идти речь о III—II вв. до н. э., ибо тогда Каспиана относилась к Мидии (Атурпатакану), а затем перешла к Армении. Скорее всего, Каспиана отошла к Албании после распада империи Тиграна II, когда целый ряд областей его обширного государства был захвачен соседями (В числе завоеванных и присоединённых к Великой Армении территорий, упоминаются области Фавнитида, Басоропеда и Каспиана). Вряд ли она долго оставалась в составе Албании, так как по Птолемею Каспиана являлась частью Мидии. Западнее Каспианы во времена Страбона (и позже) проходила граница Армении и Атурпатакана; ею была река Аракc, очевидно приблизительно там, где, была советско-иранская граница.

Каспиана во времена империи селевкидов

Зороастризм распространился на территорию современного Азербайджана в VI—IV вв. до н. э., когда Каспиана (Апшеронский полуостров и юго-западное побережье Каспия) являлась частью Ахеменидской империи и выплачивала ей дань. Эти земли особенно подходили для распространения нового учения, что было связано с уникальными геологическими особенностями — природным газом, выходящим на поверхность не только земли, но и воды. Источники природного газа были разбросаны не только по всему Апшеронскому полуострову, но находились даже в горной местности на высоте 2000 метров (селение Хыналыг). Так как огонь являлся символом Ахура Мазды, ни один обряд не совершался без него. Как отмечает известный исследователь Древнего Ирана Мэри Бойс, со времён Ахеменидской империи, вероятней всего, существовало два типа священных огней: бытовой и храмовый. Поклонение и молитвы «соборным огням» считались особо важными, так как человек сражается на стороне Света, «не только материально — против тьмы и холода, но и духовно — против сил зла и невежества».